# Felicidad Mota Moreno
Felicidad Mota Moreno   (Manises, 16 de març de 1946) és una ceramista valenciana especialitzada en la tècnica del socarrat.
Felicidad va nàixer al 1946, filla del ceramista Miguel Mota Tárrega i de la pintora Felicidad Moreno Aliaga. La seua infantesa va transcórrer a la fàbrica dels seus pares envoltada de fang i pinzells. Va estudiar peritatge a l’Escola de Ceràmica de Manises i es va especialitzar en la tècnica del socarrat, malgrat que a la fàbrica familiar mai s'havia treballat este tècnica medieval, recuperant i modernitzant la tradició ceràmica del socarrat. Ha realitzat nombroses exposicions com ara al Centre d’Artesania, a Palma, a Monte Picaio, Dénia, València, Castelló i París, seleccionada pel Ministeri d’Indústria i Energia. Ha realitzat treballs importants, com els 40 socarrats que decoren el carro del Corpus de València, la Roca del Sant Calze, on apareixen tots els personatges i figurants de la processó de Corpus, un mural en Lo Rat Penat, així com la il·lustració de les portades del diari Las Provincias amb motiu del 750 aniversari de Jaume I.
L'any 2021 va rebre el Premi 9 d’Octubre atorgat per l'Ajuntament de Manises per una vida dedicada a mantindre viva la ceràmica del socarrat.